# Paul Bougoüin
Paul Bougoüin est un architecte français, né le 6 août 1876 à Nantes et mort le 22 avril 1959 à Bouguenais. Il travaille aux côtés de son père François et de son frère Joseph. On lui doit la réalisation de plusieurs villas balnéaires à La Baule-Escoublac.

## Biographie
Paul Marie Joseph Bougoüin naît le 6 août 1876 à Nantes. Il est diplômé de l’École des Beaux-Arts de Paris en 1898.
Avec son père et son frère Joseph, il réalise les plans des villas balnéaires 
Les Hirondelles (vers 1900),
Ker Jean (La Baule, vers 1890) ;
Ker Marguerite (La Baule, 1890),
La Korrigane (La Baule, 1890), 
Le Manège (vers 1891),
La Mi-Temps (La Baule, 1900),
Saint-Luc (vers 1890),
Sam Play (La Baule, 1910), 
Ker An Den (Le Pouliguen, 1910) et 
Les Lutins (La Baule, 1890) à La Baule-Escoublac.
Il est l’auteur des plans définitifs de l’église Notre-Dame et Sainte-Thérèse de La Baule, dont le presbytère est l’œuvre en 1934 de Ferdinand Ménard.
Il meurt le 22 avril 1959 à Bouguenais.